# Bullet with Butterfly Wings
"Bullet with Butterfly Wings" é uma canção escrita por Billy Corgan, gravada pela banda The Smashing Pumpkins.
É o primeiro single do terceiro álbum de estúdio lançado a 24 de outubro de 1995 Mellon Collie and the Infinite Sadness.
A música venceu um Grammy Award na categoria "Best Hard Rock Performance". Foi nomeada a 91º melhor canção de hard rock de todos os tempos pela VH1. Foi ainda colocada no número 70 da lista "The 100 Greatest Guitar Songs of All Time" da Rolling Stone.

## Desempenho nas paradas musicais
| Parada musical (1995)                       | Posições |
| ------------------------------------------- | -------- |
| Estados Unidos - Hot Mainstream Rock Tracks | 4        |
| Estados Unidos - Alternative Songs          | 2        |
| Reino Unido - UK Singles Charts             | 20       |
| França - SNEP                               | 17       |